# Franco Trappoli
Franco Trappoli, né le 5 novembre 1947 à Orvieto, est une personnalité politique italienne, ex-membre du Parti socialiste italien (PSI) et député de la IXe et XIe législature.

## Biographie
Né à Orvieto le 5 novembre 1947, il obtient un diplôme en Sciences économiques et commerciales. Il devient maire de Fano de 1980 à 1983 et, ensuite, député de la IXe législature (1983-1987) et XIe législature (1992-1994).
Il est le premier et seul bouddhiste à devenir membre de la Chambre des députés italienne,.